# Altenkunstadt
Altenkunstadt – miejscowość i gmina w Niemczech, w kraju związkowym Bawaria, w rejencji Górna Frankonia, w regionie Oberfranken-West, w powiecie Lichtenfels. Leży około 13 km na wschód od Lichtenfels, nad Menem, przy drodze B289 i linii kolejowej Lichtenfels – Kulmbach – Hof.

## Dzielnice
W skład gminy wchodzą następujące dzielnice: Altenkunstadt, Baiersdorf, Burkheim, Maineck, Pfaffendorf, Prügel, Röhrig, Spiesberg, Strössendorf, Tauschendorf, Woffendorf, Zeublitz, Maineck.

## Demografia
| Rok  | Liczba mieszk. |
| ---- | -------------- |
| 1970 | 4560           |
| 1987 | 4766           |
| 2000 | 5649           |
| 2005 | 5612           |

## Polityka
Wójtem jest Georg Vonbrunn. Rada gminy składa się z 20 członków:
|      | CSU | SPD | JWU | FBO | FWG | Razem     |
| 2002 | 6   | 4   | 5   | 3   | 2   | 20 miejsc |

## Oświata
(na 1999)

W gminie znajduje się 210 miejsc przedszkolnych (z 207 dziećmi) oraz 2 szkoły podstawowe (37 nauczycieli, 640 uczniów).